# 王震緒
王震緒（1968年9月11日—），筆名東山彰良，出生於台灣台北市，居住在日本。為作家與教師，出版過數本日文小說，曾獲大藪春彥獎和直木獎，也是繼1955年的邱永漢、1968年的陳舜臣後，第三位獲得直木獎的台灣人。現居日本福岡縣。

## 生平
父親是旅日華人學者、作家王孝廉。其祖父是中國山東人，抗日戰爭時曾為抗日游擊隊成員。外祖父張莫京，生於中國湖南，畢業於黃埔軍校，為中華民國陸軍將領，曾任中部警備司令。其父王孝廉在1949年來到台灣，曾就讀於彰化中學，之後成為教師，回到彰化中學任教。
王震緒在台灣出生。1973年，隨父母移居至日本福岡縣，當時王震緒5歲。9歲時曾回到台北市，就讀南門國小，但不久又回到日本，在日本福岡縣長大，至今仍然擁有中華民國護照。
1995年，王震緒畢業於福岡西南學院大學經濟學研究系。曾在中國吉林大學攻讀經濟管理學院博士課程，但在未獲得學位前就自行休學。現於福岡擔任大學中文教師，此外也曾在福岡縣警察局擔任過兩年中文口譯。
2002年，王震緒開始發表小說作品。筆名「東山彰良」中，「東山」是籍貫中國山東省的倒寫，「彰」則是紀念母親出身與幼時曾居住過的台灣彰化。2015年，以小說《流》獲直木賞。2016年，以《罪的終結》獲中央公論文藝獎。
2017年，王震緒以《我殺的人與殺我的人》（僕が殺した人と僕を殺した人）獲得第34屆織田作之助獎，2018年以同一部作品獲得第69屆讀賣文學獎與第3屆渡邊淳一文學獎。

## 家庭
王震緒的妻子為日本人，育有兩子。

## 已中譯作品
- 《魔人偵探腦嚙涅羅 蝴蝶在世界盡頭飛舞》（魔人探偵脳噛ネウロ 世界の果てには蝶が舞う），好吃棒譯，台北：東立，2009。
- 《強尼兔之教父本色》（ジョニー・ザ・ラビット），黃薇嬪譯，台北：野人，2010。
- 《NARUTO火影忍者 超骨氣忍傳》（NARUTO ド根性忍伝），杜信彰譯，台北：東立，2012。
- 《NARUTO火影忍者 迅雷傳 狼嚎之日》（NARUTO-ナルト- 迅雷伝 狼の哭く日），曾鳳儀譯，台北：東立，2012。
- 《NARUTO火影忍者·鬼燈之城》（NARUTO―ナルト― 鬼燈の城 ＜ブラッド・プリズン＞），曾鳳儀譯，台北：東立，2012。
- 《NARUTO火影忍者 卡卡西秘傳 冰天之雷》(NARUTO―ナルト―　カカシ秘伝) ，張紹仁譯, 台北：東立，2016。
- 《流》，王蘊潔譯，圓神出版社，2016年。
- 《NARUTO火影忍者 超純情忍傳》(NARUTO ─ナルト─　ド純情忍伝) ，張紹仁譯, 台北：東立，2016。
- 《我殺的人與殺我的人》（僕が殺した人と僕を殺した人） ，王蘊潔譯，尖端出版，2019。
- 《小小的地方》 （小さな場所），王蘊潔譯，尖端出版，2019。
- 《逃亡作法 TURD ON THE RUN》 （逃亡作法 - TURD ON THE RUN），邱香凝譯，時報出版，2019。
- 《越境》（越境ユエジン），李琴峰譯，尖端出版，2020。

## 小説
- 逃亡作法 - TURD ON THE RUN（2003年4月 宝島社 / 2004年3月 宝島社文庫 / 2009年9月 新装版 宝島社文庫【上・下】）
- ワイルドサイドを歩け（2004年3月 宝島社 / 2006年6月 宝島社文庫 / 2009年11月 新装版 宝島社文庫【上・下】）
- ラム&コーク（2004年10月 宝島社 / 2007年8月 宝島社文庫）
- さようなら、ギャングランド（2005年8月 宝島社 / 2008年10月 宝島社文庫）
- 愛が噛みつく悪い星（2006年5月 光文社カッパ・ノベルス）
  - 【改題】さすらい（2009年5月 光文社文庫）
- イッツ・オンリー・ロックンロール（2007年7月 光文社 / 2010年2月 光文社文庫）
- 路傍（2008年2月 集英社 / 2010年5月 集英社文庫）
- ジョニー・ザ・ラビット（2008年12月 双葉社 / 2011年6月 双葉文庫）
- ライフ・ゴーズ・オン（2009年12月 双葉社 / 2013年3月 双葉文庫）
- さよなら的レボリューション 再見阿良（2010年7月 徳間書店）
- ファミリー・レストラン（2011年8月 実業之日本社）
- ミスター・グッド・ドクターをさがして（2012年1月 幻冬舎 / 2014年10月 幻冬舎文庫）
- ブラックライダー（2013年9月 新潮社）
- ラブコメの法則（2014年8月 集英社）
- キッド・ザ・ラビット ナイト・オブ・ザ・ホッピング・デッド（2014年10月 双葉社）
- 流（2015年5月 講談社）
- 罪の終わり（2016年5月 新潮社）
- 僕が殺した人と僕を殺した人（2017年5月 文藝春秋）
- 女の子のことばかり考えていたら、1年が経っていた。（2017年11月 講談社）
- 小さな場所（2019年11月 文藝春秋）

## 散文
- ありきたりの痛み（2016年1月 文藝春秋）

## 動畫編劇
- 火影忍者劇場版 血獄（2011年）

## 所獲文学獎
- 2002年 - 「逃亡作法 - TURD ON THE RUN」：獲得第1回「這本推理小說了不起！」大獎銀賞、読者賞。
- 2009年 - 『路傍』：獲得第11回大藪春彦獎。
- 2014年 - 『ブラックライダー』：入圍第67回日本推理作家协会奖長編暨連作短編集部門。
- 2015年 - 『流』：獲得第153回直木獎[10]。
- 2016年 - 《罪的終結》（罪の終わり）獲第11屆中央公論文藝獎
- 2017年 - 《我殺的人與殺我的人》獲第34屆織田作之助獎、第69屆讀賣文學獎、第3屆渡邊淳一文學獎

## 外部連結
- 【一鏡到底】在虛構世界裡逃亡　東山彰良 （页面存档备份，存于） - 鏡週刊